# Иолай
Иола́й (др.-греч. Ἰόλαος) — в древнегреческой мифологии сын Ификла и Автомедусы, племянник Геракла, а также его возничий и сподвижник. Именуется возлюбленным Геракла.
Оказал серьёзную помощь Гераклу при его борьбе с лернейской гидрой, почему Еврисфей и не хотел принять в расчёт этот подвиг, как не принадлежащий одному Гераклу.
Аргонавт. Участник Калидонской охоты.
Когда Геракл взял Элиду, он устроил Олимпийские игры, и Иолай стал победителем в состязании колесниц на кобылах Геракла. Победитель на состязаниях колесниц на играх в честь Пелия. Победил на них Главка.
Во время западного похода Иолай оживил умершего тирского Геракла, тело помог отыскать перепел. Геракл соорудил ему святилище в городе Агирии. Жители города не стригут волос, посвятив их Иолаю. Во главе Феспиадов основал поселение на Сардинии. Афиняне отправили с ним войско на Сардинию. Воздвиг толос на Сардинии. На Сардинии его называли «отец Иолай». Фиванцы соглашались, что Иолай погиб в Сардинии, в Фивах был героон Иолая и гимнасий Иолая. На Сардинии выстроил город Ольвию, афиняне же построили город Огрилу.
Укрылся от Еврисфея в Марафоне вместе с сыновьями Геракла. Командовал войском в бою, где был разгромлен Еврисфей (Тесей и Гилл уступили ему это право). Геракл и Геба вернули ему юность на этот день, он пленил Еврисфея у Скиронских скал. Геба вернула ему юность.
«Иолаев курган» упоминается Пиндаром. Считался богом, его именем клялись в международных договорах. Ему соответствует этрусский Вила. Действующее лицо трагедии Еврипида «Гераклиды».

## В культуре
В XX веке Иолай наряду с Гераклом стал героем ряда художественных фильмов и сериалов. В мультсериале «Воины мифов: Хранители легенд» (1998—2000) Иолай выступает сказителем подвигов Геракла. Согласно мультфильму, именно благодаря Иолаю, записавшему подвиги Геракла, миру становится известно о деяниях героя-полубога . В телесериале «Удивительные странствия Геракла» (1995—1999) роль Иолая исполнил актёр Майкл Хёрст, а в его приквеле «Молодость Геракла» — актёр Дин О’Горман. В фильме «Геракл» (2014) Иолая сыграл Рис Ричи; в нём Иолай так же выступает в роли сказителя.